# La Burbanche
La Burbanche est une commune française, située dans le département de l'Ain en région Auvergne-Rhône-Alpes.

## Géographie
La Burbanche est un petit village situé dans une vallée, au pied de deux grands escarpements rocheux. Il est composé de cinq hameaux :  les Hôpitaux, la Grange des Prés, le Grand Tare, le Fays et Tare. La commune s'étend sur 1 082 hectares. La commune est marquée notamment par la « cluse des hôpitaux » qui inclut deux lacs. Autrefois envahi de vignes, les deux versants de la vallée sont aujourd'hui couverts de buis.

### Climat
Pour des articles plus généraux, voir Climat d'Auvergne-Rhône-Alpes et Climat de l'Ain.
En 2010, le climat de la commune est de type climat des marges montargnardes, selon une étude du CNRS s'appuyant sur une série de données couvrant la période 1971-2000. En 2020, Météo-France publie une typologie des climats de la France métropolitaine dans laquelle la commune est exposée à un climat de montagne ou de marges de montagne et est dans la région climatique Alpes du nord, caractérisée par une pluviométrie annuelle de 1 200 à 1 500 mm, irrégulièrement répartie en été.
Pour la période 1971-2000, la température annuelle moyenne est de 11 °C, avec une amplitude thermique annuelle de 18 °C. Le cumul annuel moyen de précipitations est de 1 522 mm, avec 11,7 jours de précipitations en janvier et 8,4 jours en juillet. Pour la période 1991-2020, la température moyenne annuelle observée sur la station météorologique de Météo-France la plus proche, sur la commune de Bénonces à 7 km à vol d'oiseau, est de 8,2 °C et le cumul annuel moyen de précipitations est de 1 723,5 mm,. Pour l'avenir, les paramètres climatiques de la commune estimés pour 2050 selon différents scénarios d'émission de gaz à effet de serre sont consultables sur un site dédié publié par Météo-France en novembre 2022.

## Urbanisme

### Typologie
Au 1er janvier 2024, La Burbanche est catégorisée commune rurale à habitat très dispersé, selon la nouvelle grille communale de densité à 7 niveaux définie par l'Insee en 2022.
Elle est située hors unité urbaine. Par ailleurs la commune fait partie de l'aire d'attraction de Belley, dont elle est une commune de la couronne,. Cette aire, qui regroupe 31 communes, est catégorisée dans les aires de moins de 50 000 habitants,.

### Occupation des sols
L'occupation des sols de la commune, telle qu'elle ressort de la base de données européenne d’occupation biophysique des sols Corine Land Cover (CLC), est marquée par l'importance des forêts et milieux semi-naturels (80,8 % en 2018), en diminution par rapport à 1990 (84,1 %). La répartition détaillée en 2018 est la suivante : 
forêts (74,5 %), prairies (14,2 %), espaces ouverts, sans ou avec peu de végétation (6,3 %), zones agricoles hétérogènes (5,1 %).
L'évolution de l’occupation des sols de la commune et de ses infrastructures peut être observée sur les différentes représentations cartographiques du territoire : la carte de Cassini (XVIIIe siècle), la carte d'état-major (1820-1866) et les cartes ou photos aériennes de l'IGN pour la période actuelle (1950 à aujourd'hui).

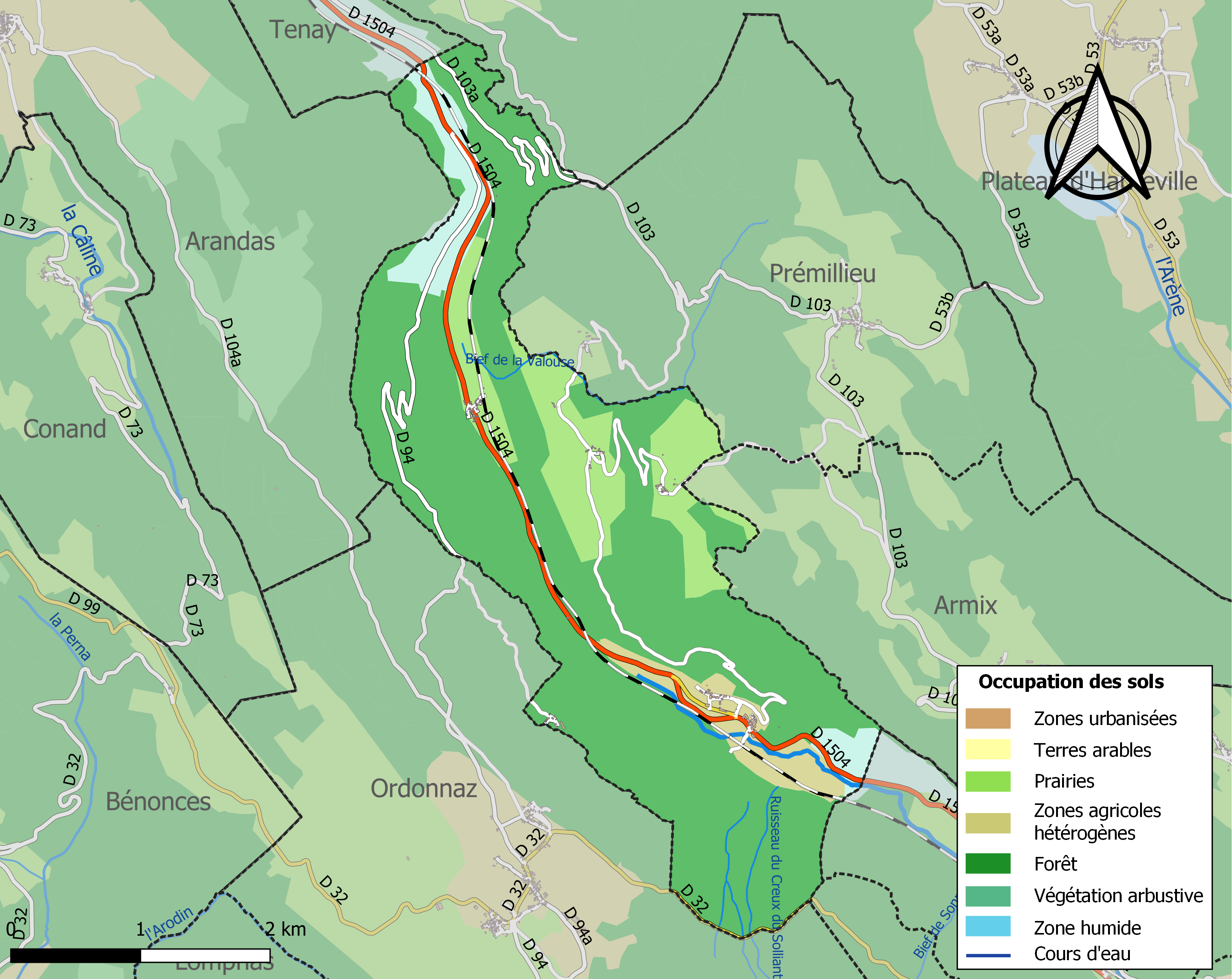
Carte des infrastructures et de l'occupation des sols de la commune en 2018 (CLC).

## Histoire
Paroisse (Ad Vuilbaenchiis, super Vilbenchias, locus qui vulgo dicitur Vuilbaenchies, territorium Wilbenchie, domus Vulbenchie, Welbanchie, de Bulbenche, ecclesia de la Bourbanche, la Bulbanche) sous le vocable de la Sainte-Vierge. L’évêque de Belley nommait à la cure, qui était unie, au XVIIe siècle, à celle de Rossillon. Cette paroisse date du commencement du XIe siècle.
Vers 1020-1037, au moment de la consécration de son église (in consecratione istius ecclesiae), onze gentilshommes du Bugey (nobiles homines), parmi lesquels un Rodolphe de Saint-Sulpice, donnèrent à l'abbaye de Savigny, en Lyonnais, toute la terre qui dépendait de la Burbanche.
Les religieux de Savigny y établirent un prieuré (prieuré de Burbanche), qui passa avant 1200, à l’abbaye de Cluny, laquelle l'unit à celui d'Innimont (prieuré d’Innimont). Les possessions du prieuré de La Burbanche étaient enclavées, en quelque sorte, dans celles des chartreux de Portes. De là, de nombreuses contestations. Deux transactions mirent fin à une longue querelle (vetus querela), en réglant les limites réciproques : la première, en 1239, au sujet des forêts, la seconde, en 1248, au sujet des dîmes. Cette dernière est sous le sceau de Hugues, cardinal de Sainte-Sabine, et de Pierre de Pont, évêque de Belley.
Une des fontaines de La Burbanche était au XVIIe siècle le but d'un pèlerinage fréquenté. On y apportait, parfois de fort loin, les enfants mort-nés, qui revivaient au contact de l'eau, croyait-on, un espace de temps suffisant pour recevoir le baptême.
Comme seigneurie, La Burbanche fut démembrée du comté de Rossillon en Bugey, et vendue, le 22 décembre 1772, par M. de Barral de Montferra, comte de Rossillon, à Marin Gehaud de la Burbanche. La veuve de ce dernier, Pierrette Parraz d'Andert, en reprit le fief en 1774.

## Politique et administration

### Découpage territorial
La commune de Burbanche est membre de la communauté de communes Bugey Sud, un établissement public de coopération intercommunale (EPCI) à fiscalité propre créé le 1er janvier 2014 dont le siège est à Belley. Ce dernier est par ailleurs membre d'autres groupements intercommunaux.
Sur le plan administratif, elle est rattachée à l'arrondissement de Belley, au département de l'Ain et à la région Auvergne-Rhône-Alpes. Sur le plan électoral, elle dépend du  canton de Belley pour l'élection des conseillers départementaux, depuis le redécoupage cantonal de 2014 entré en vigueur en 2015, et de la cinquième circonscription de l'Ain  pour les élections législatives, depuis le dernier découpage électoral de 2010.

### Administration municipale
Le nombre d'habitants de la commune étant inférieur à 100, le nombre de membres du conseil municipal est de 7.

#### Liste des maires
| Période                                  | Période  | Identité       | Étiquette | Qualité      |
| ---------------------------------------- | -------- | -------------- | --------- | ------------ |
| 1995                                     | 2001     | Roger Genand   |           |              |
| 2001                                     | 2008     | Aimé Bourdon   |           |              |
| 2008                                     | 2014     | Gilbert Rouget |           |              |
| 2014                                     | En cours | Patrick Marié  |           | Contremaître |
| Les données manquantes sont à compléter. |          |                |           |              |

## Démographie
L'évolution du nombre d'habitants est connue à travers les recensements de la population effectués dans la commune depuis 1793. Pour les communes de moins de 10 000 habitants, une enquête de recensement portant sur toute la population est réalisée tous les cinq ans, les populations de référence des années intermédiaires étant quant à elles estimées par interpolation ou extrapolation. Pour la commune, le premier recensement exhaustif entrant dans le cadre du nouveau dispositif a été réalisé en 2004.
En 2022, la commune comptait 97 habitants, en évolution de +36,62 % par rapport à 2016 (Ain : +5,15 %, France hors Mayotte : +2,11 %).
| 1793 | 1800 | 1806 | 1821 | 1831 | 1836 | 1841 | 1846 | 1851 |
| ---- | ---- | ---- | ---- | ---- | ---- | ---- | ---- | ---- |
| 434  | 473  | 409  | 504  | 509  | 469  | 516  | 467  | 443  |

| 1856 | 1861 | 1866 | 1872 | 1876 | 1881 | 1886 | 1891 | 1896 |
| ---- | ---- | ---- | ---- | ---- | ---- | ---- | ---- | ---- |
| 683  | 454  | 408  | 410  | 409  | 386  | 369  | 336  | 320  |

| 1901 | 1906 | 1911 | 1921 | 1926 | 1931 | 1936 | 1946 | 1954 |
| ---- | ---- | ---- | ---- | ---- | ---- | ---- | ---- | ---- |
| 288  | 279  | 272  | 211  | 174  | 182  | 188  | 131  | 127  |

| 1962 | 1968 | 1975 | 1982 | 1990 | 1999 | 2004 | 2006 | 2009 |
| ---- | ---- | ---- | ---- | ---- | ---- | ---- | ---- | ---- |
| 113  | 80   | 61   | 55   | 60   | 56   | 63   | 63   | 70   |

| 2014 | 2019 | 2022 | - | - | - | - | - | - |
| ---- | ---- | ---- | - | - | - | - | - | - |
| 71   | 89   | 97   | - | - | - | - | - | - |

## Culture et patrimoine

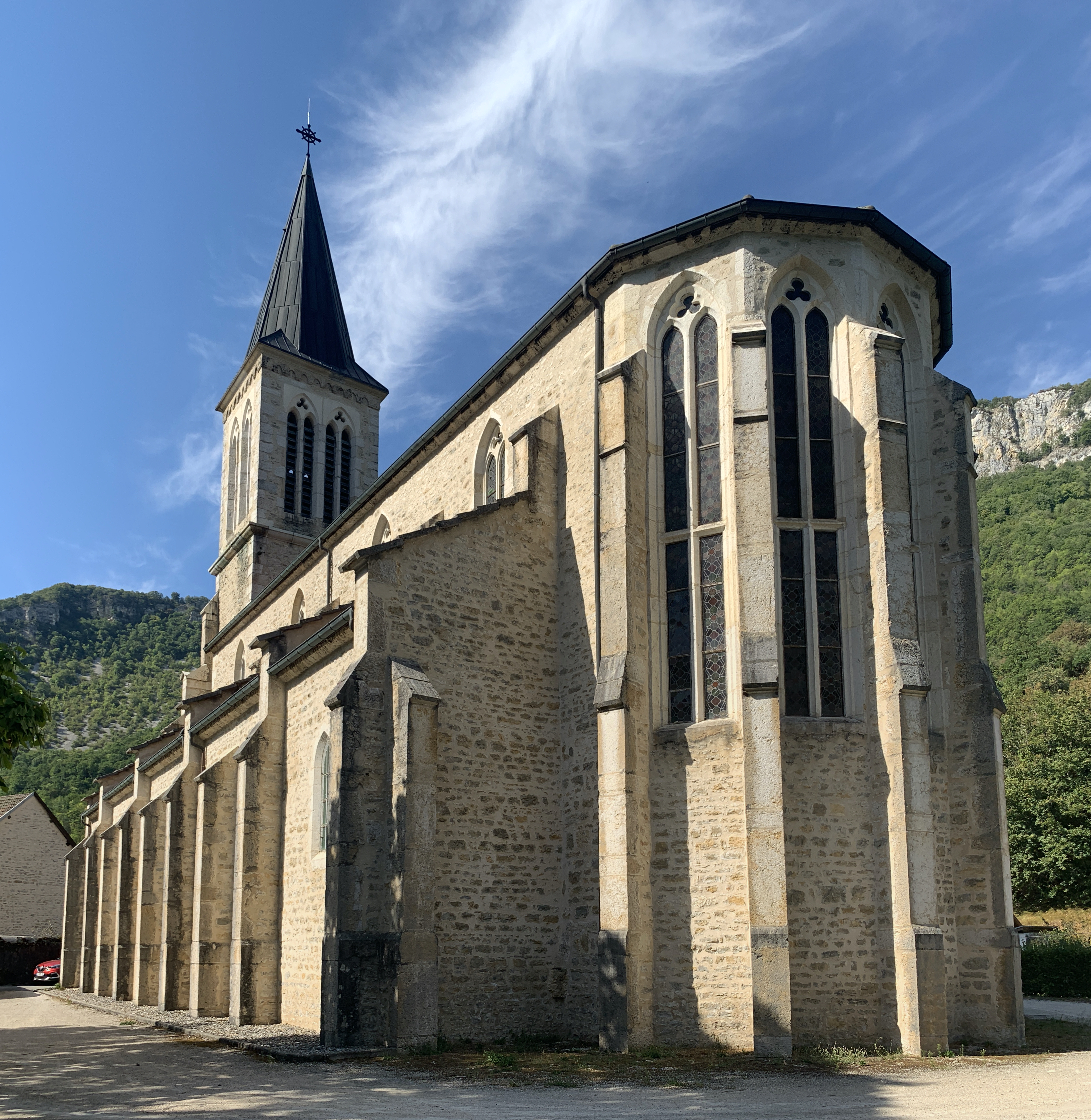
L'église de l'Annonciation de La Burbanche.

### Lieux et monuments
- Église de l'Annonciation de La Burbanche : elle inclut un groupe sculpté de Vierge à l'Enfant en bois (XVe siècle)[19],[20].
- Chapelle du cimetière de La Burbanche.
- Lac des Hôpitaux

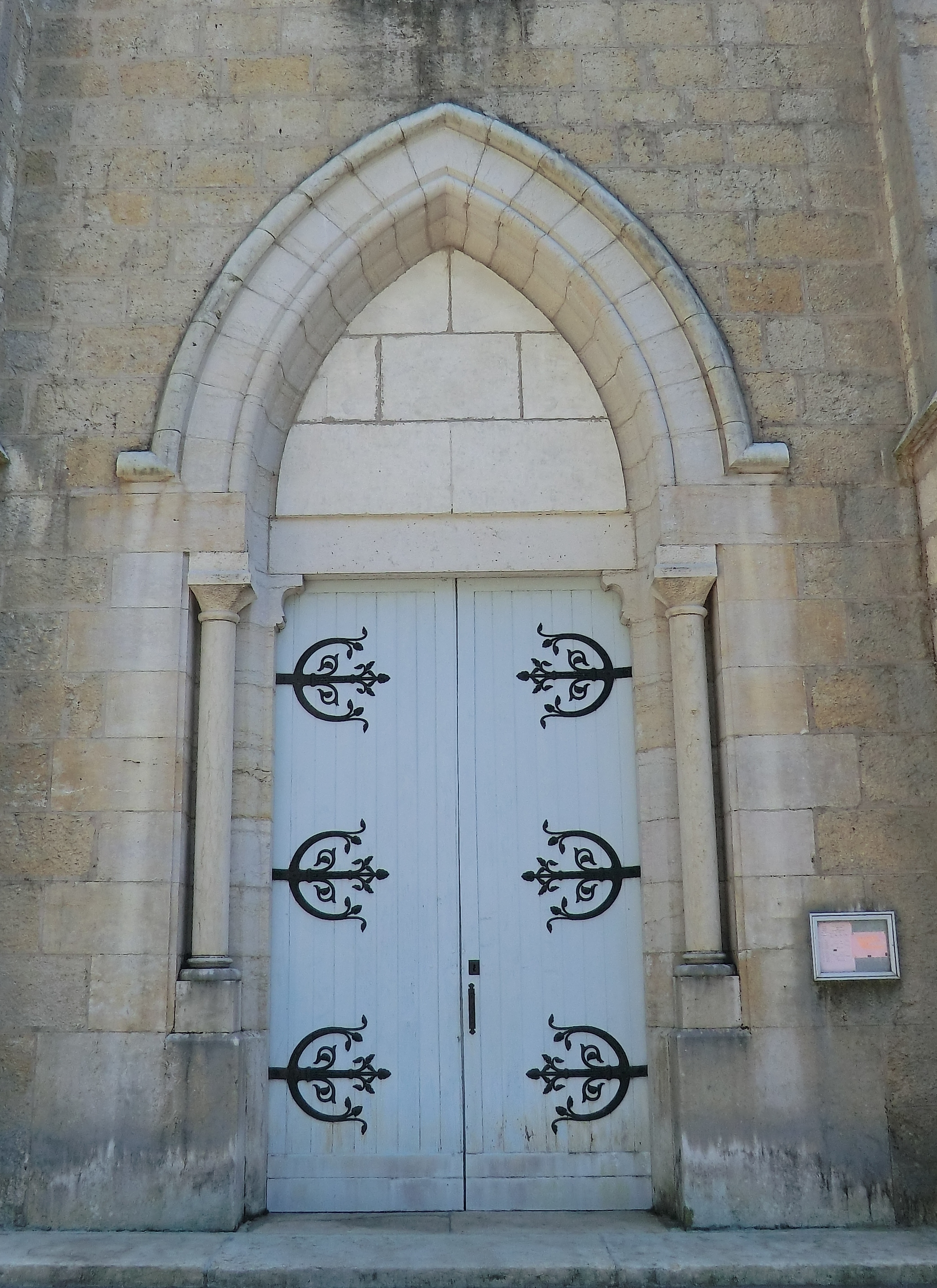
Portail de l'église de l'Annonciation de La Burbanche.
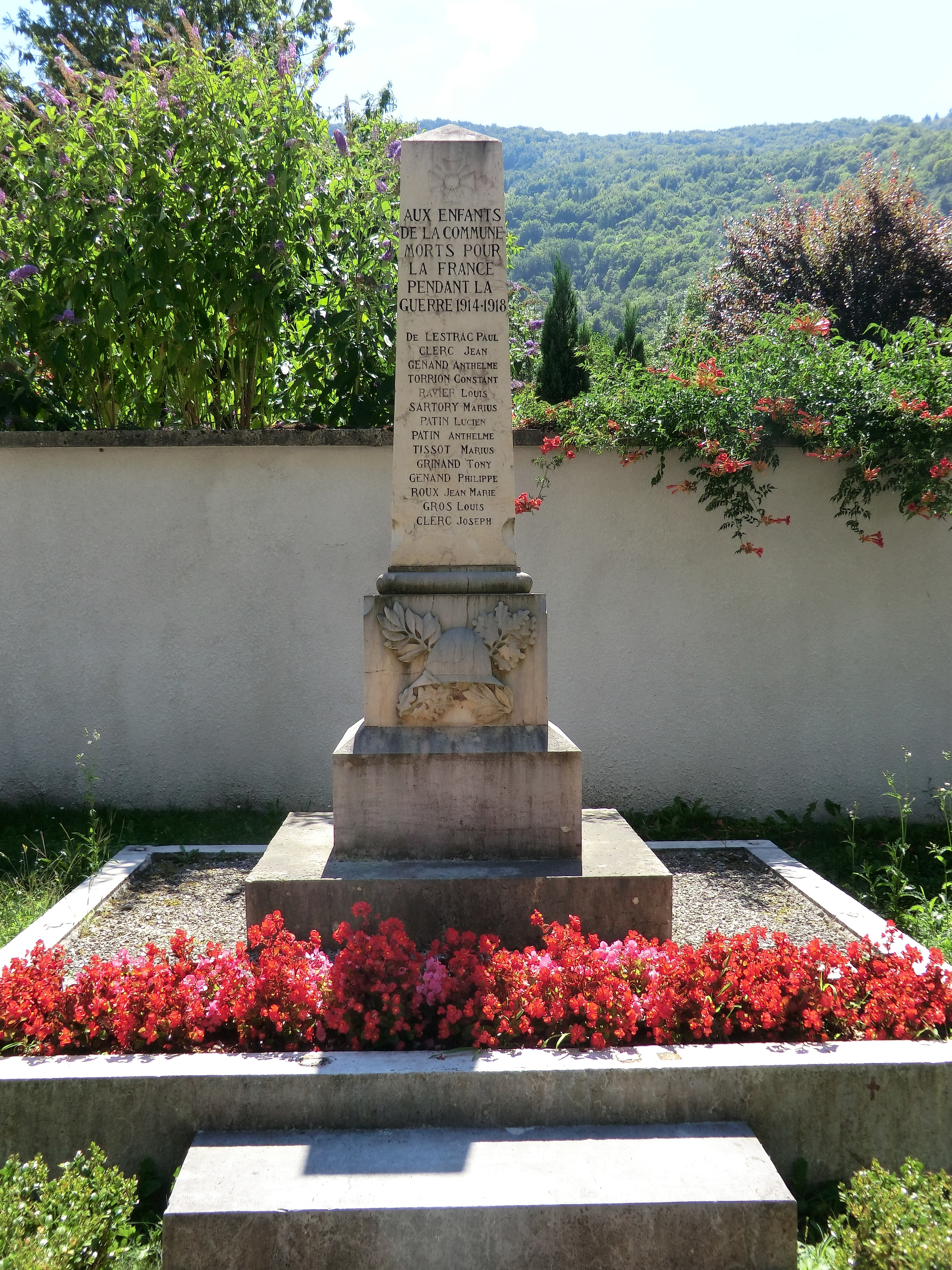
Monument aux morts de La Burbanche.

### Personnalités liées à la commune
- Général Antoine Honoré Hector Tancrède Collet-Meygret[21], né le 11 janvier 1834 à La Burbanche, décédé le 26 avril 1910 à Paris). Il devient le 28 décembre 1889, Commandant l'Artillerie en Algérie, général de brigade. Le 28 septembre 1895, il devient commandant la division d'Alger (Algérie), général de division. Grand officier de la Légion d'honneur, officier de l’Instruction publique, grand croix du Nicham Iftikar, officier de la Couronne d’Italie, chevalier de la Valeur Militaire de Sardaigne, décoré des médailles d’Italie et du Mexique.
- Hector Collet-Meygret